# Fernando Ferreyros
Fernando Ferreyros (16 de agosto de 1960) es un deportista peruano que compitió en judo. Ganó una medalla de bronce en el Campeonato Panamericano de Judo de 1984 en la categoría de –95 kg.
Participó en los Juegos Olímpicos de Los Ángeles 1984, donde finalizó undécimo en la categoría de +95 kg.

## Palmarés internacional
| Campeonato Panamericano | Campeonato Panamericano   | Campeonato Panamericano | Campeonato Panamericano |
| Año                     | Lugar                     | Medalla                 | Categoría               |
| ----------------------- | ------------------------- | ----------------------- | ----------------------- |
| 1984                    | Ciudad de México (México) | Medalla de bronce       | –95 kg                  |